# Wilhelm-Raabe-Schule (Lüneburg)
Die Wilhelm-Raabe-Schule (WRS) ist ein städtisches Gymnasium in Lüneburg in Niedersachsen. Die Schule wurde 1830 als private Höhere Mädchenschule gegründet, befindet sich seit 1875 in städtischer Regie und wurde 1971/1972 vom Mädchengymnasium zum Gymnasium für Jungen und Mädchen umgewandelt. Der Schulname bezieht sich auf den Schriftsteller Wilhelm Raabe. Die südlich der Altstadt im Stadtteil Rotes Feld gelegene WRS wird von etwa 1100 Schülern besucht und ist vier- bis sechszügig.
Die gegenwärtigen Schwerpunkte des neusprachlichen Gymnasiums sind Fremdsprachen und der mathematisch-naturwissenschaftliche Bereich, hinzu kommen besondere Schwerpunktsetzungen wie die Bläserklassen, früh einsetzender Französischunterricht und verschiedene Aktivitäten als UNESCO-Projektschule in den Bereichen „Mensch und Umwelt“, „Verständigung der Völker“ und „interkulturelles Lernen“. Als Modellschule betreibt die Wilhelm-Raabe-Schule seit Anfang der 1990er Jahre aktiven Klima- und Umweltschutz, wie zum Beispiel durch Deckung von etwa einem Fünftel des Stromeigenbedarfs mithilfe von selbst gebauten Solaranlagen.

## Geschichte

### Gründung und Anfänge (1830–1875)
In Lüneburg existierten zu Beginn des 19. Jahrhunderts mit dem seit 1406 bestehenden Johanneum, der Ritterakademie und der Michaelisschule bereits mehrere öffentliche Bildungseinrichtungen für Jungen, wohingegen die meisten Mädchen privat unterrichtet wurden. Im August 1830 entschied sich daher der zu diesem Zeitpunkt 23-jährige Theologiestudent Carl Oltrogge, gemeinsam mit seinem Freund Johann Moths eine private Töchterschule zu gründen. Der Magistrat und der Stadtsuperintendent genehmigten im Oktober des Jahres die Einrichtung einer solchen Schule. Während Moths sich im Folgenden um die Finanzen kümmerte, war Oltrogge für die eigentliche Organisation zuständig. Zudem war Franz Hamelberg, der Pastor der Lüneburger Michaeliskirche, an dem Projekt beteiligt, da der Stadtsuperintendent anfangs an der Erfahrenheit Oltrogges und Moths zweifelte und daher darum bat, dass sich diese von einer „bekannte[n] Lüneburger Persönlichkeit“ unterstützen ließen.
Die Töchterschule nahm den Unterrichtsbetrieb am 3. Januar 1831 auf; das erste Schulgebäude befand sich in der Randbebauung des Platzes Am Sande/Ecke Rote Straße im Zentrum der Stadt. Die ersten 21 Schülerinnen wurden von neun Lehrern unterrichtet, darunter auch zwei Frauen, die beide Handarbeitsunterricht erteilten. Im Sommer 1831 inspizierte der Stadtsuperintendent die Töchterschule und lobte diese für „angemessenen Unterricht“ und „eifrige Bemühungen“ der Gründer Oltrogge und Moths. Binnen eines Jahres verdreifachte sich die Schülerzahl und lag im Jahr 1833 bereits bei 74 Schülerinnen, so dass die Schule Anfang 1834 in ein größeres Gebäude in der benachbarten Grapengießerstraße umzog.

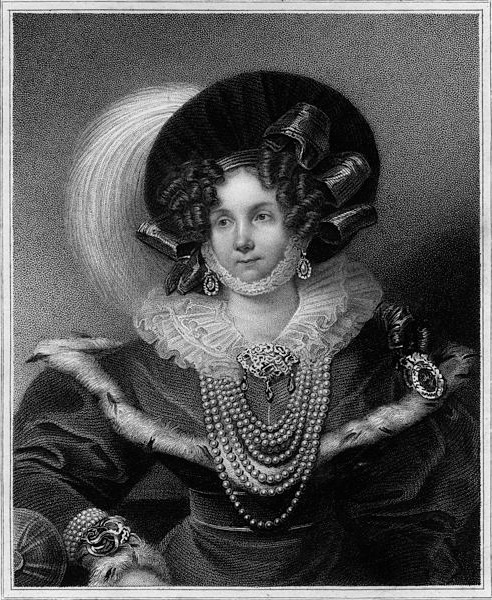
1838 sollte Königin Friederike von Hannover die Trägerschaft der Schule übernehmen.

Trotz dieses Erfolges hatte Oltrogge – mittlerweile alleiniger Vorsteher der Schule, nachdem sich Moths und Hamelberg von der Direktion zurückgezogen hatten – finanzielle Probleme. Da der Magistrat ihm in dieser Hinsicht Unterstützung verwehrte, wandte sich Oltrogge 1838 an Königin Friederike von Hannover, damit diese die Trägerschaft für die Schule übernahm. In diesem Fall sollte die Töchterschule nach ihr benannt werden. Dazu kam es jedoch nicht, da der Lüneburger Magistrat das Vorgehen nicht billigte und es unterband.
Nachdem Carl Oltrogge 1842 in einem Buch seine „Grundsätze für die Erziehung der weiblichen Jugend“ vorgestellt hatte, wurde die von ihm gegründete Schule zum Orientierungspunkt für eine Reihe weiterer Töchterschulen, die nach dem Lüneburger Vorbild aufgebaut wurden. Oltrogge selbst sah den nun einsetzenden Erfolg als Genugtuung und berichtete: „In einer Hauptstadt erließ man einer neu aufzunehmenden Schülerin die Prüfung, als sie nachwies, dass sie in der ersten Classe der Lüneburger Töchterschule gewesen.“
1843 eröffnete er eine weitere Schule (Bürgertöchterschule), auf der Unterricht für weniger Schulgeld angeboten wurde. Als beide Töchterschulen gemeinsam fast 200 Schülerinnen umfassten, mussten sie erneut umziehen, diesmal in ein Doppelhaus. 1858 wurden beide Schulen zusammengelegt. In den weiteren Jahrzehnten etablierte sich die Schule in der Lüneburger Bildungslandschaft; aufgrund der fortläufig steigenden Schülerzahlen führte Oltrogge zusätzliche Klassen ein, in denen neben den Hauptfächern Religion und Handarbeit auch Natur- und Gesellschaftswissenschaften gelehrt wurden. Am 11. Juni 1874 bat der erkrankte Oltrogge den Lüneburger Magistrat um die Übernahme seiner Töchterschule als „städtische Anstalt“, was ab Ostern 1875 galt. Nur ein Jahr darauf starb Oltrogge im Alter von 68 Jahren.

### Von der städtischen zur staatlichen Trägerschaft (1875–1933)

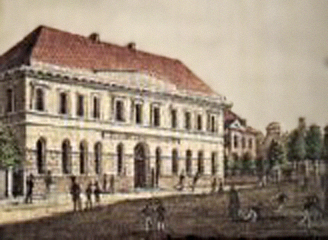
Das 1829 fertiggestellte Gebäude des Johanneums, 1875–1908 Standort der Höheren Töchterschule (der heutigen Wilhelm-Raabe-Schule), heute Johannes-Rabeler-Schule.

In den Monaten zwischen Oltrogges Bitte um städtische Übernahme und dem Beginn des Schuljahres 1875/1876 bereitete der Magistrat alles für die neue Aufgabe vor. So änderte sich erneut der Schulstandort; die Schule wurde in dem direkt an St. Johannis gelegenen, alten Gebäude des Johanneums untergebracht, das durch den 1870–1872 entstandenen Johanneum-Neubau am Roten Wall freigeworden war. Als neuer Direktor wurde unter 35 Bewerbern Theobald Karnstädt ausgewählt, der zuvor bereits Leiter einer Töchterschule in Mühlhausen/Thüringen war. Die Eröffnung der neuen „städtischen höheren Töchterschule“ fand am 12. April 1875 statt, erster Unterrichtstag war der 13. April. Von den zehn Lehrern, die nun für die 209 Schülerinnen zuständig waren, hatten sieben bereits in den Jahren zuvor unter Oltrogge gearbeitet.
Während der 21 Jahre, die Karnstädt Schulleiter war, änderte sich insgesamt wenig gegenüber der Zeit unter Oltrogge. 1876 veröffentlichte die Schule einen Vorläufer der späteren Schulordnung, die „Gesetze für die Schülerinnen“. Zudem setzte sich der Anstieg der Schülerzahl fort: 1880 lag sie bereits bei 263 Schülerinnen. Neun Jahre darauf fand auf Wunsch Karnstädts der erste Turnunterricht für Mädchen statt, 1895 wurde zu diesem Zweck eine eigene Turnhalle gebaut. Im Alter von 56 Jahren starb Theobald Karnstädt 1896 im Amt; sein Nachfolger wurde Dr. Arthur Zechlin, der ebenfalls zuvor eine Töchterschule – in Stade – geführt hatte und den Kurs seines Vorgängers weiterführte. Zudem setzte er einige Ideen Karnstädts um, die dieser nicht hatte verwirklichen können. Unter anderem schuf Zechlin eine Elementarklasse, in der auch Jungen unterrichtet wurden und die als eine Art Vorschule für das Johanneum fungierte, und führte einen Fortbildungskurs ein, in dem die zuvor nicht unterrichteten Fächer Latein und Mathematik gelehrt wurden.

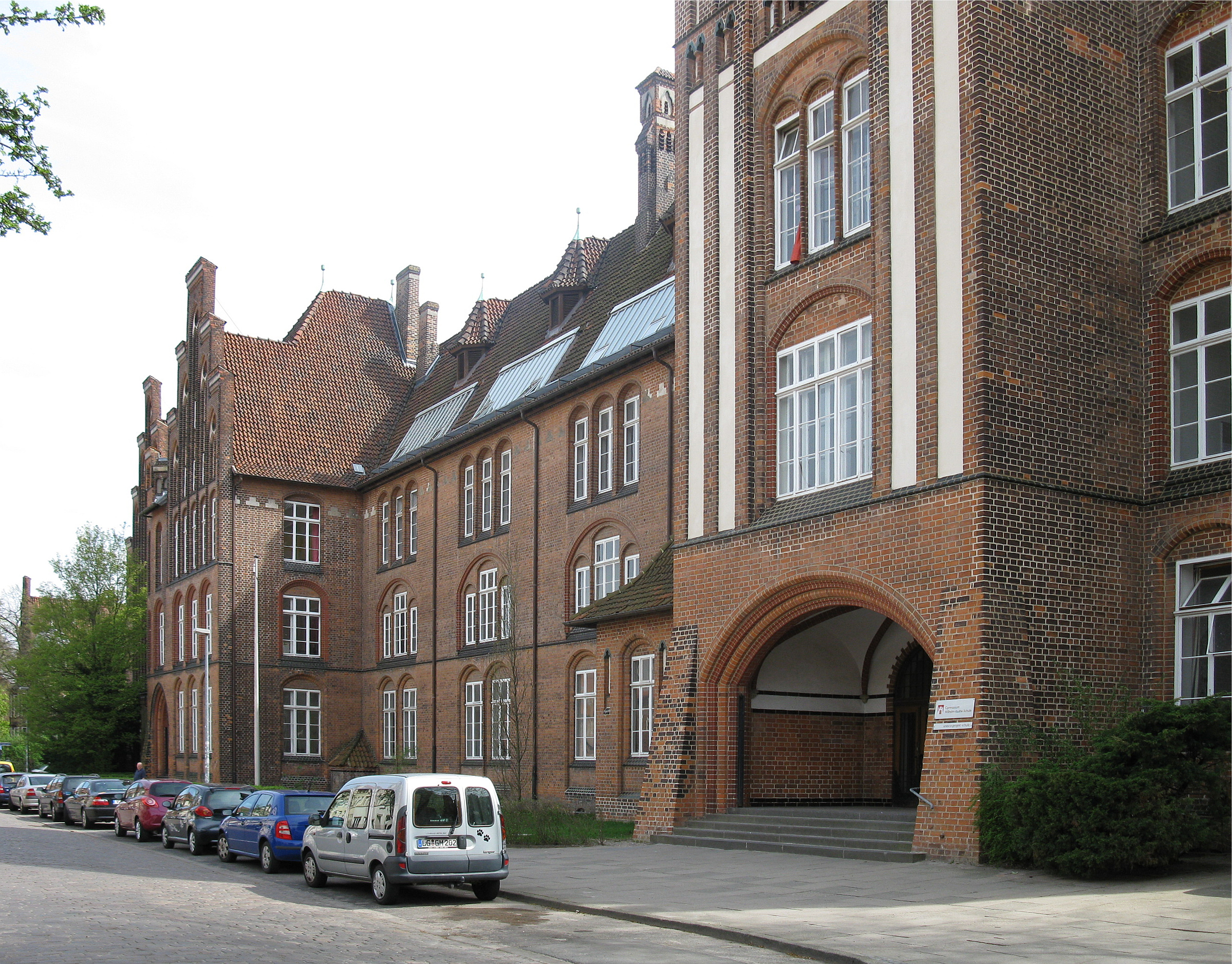
Teilansicht des Nordflügels und Eingangsportal des 1908 fertiggestellten Schulgebäudes an der Feldstraße.

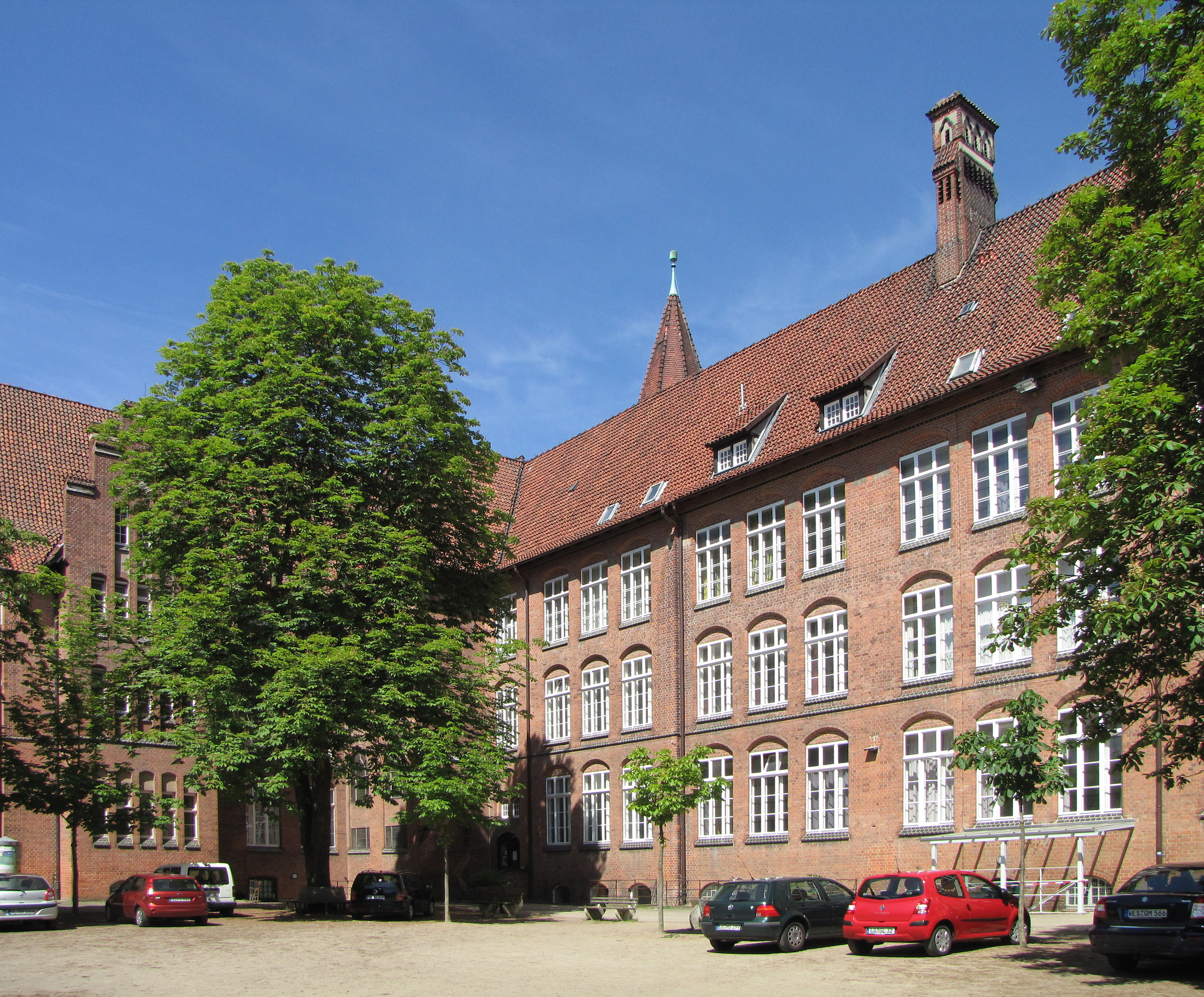
Teil-Hofansicht des Schulgebäudes von 1908, rechts der an der Feldstraße liegende Nordflügel, links der an der Schillerstraße liegende Westflügel.

Bis zum Frühjahr 1905 war die Schülerzahl erneut so stark gewachsen, dass die Raumverhältnisse von einigen Eltern als „völlig ungenügend“ eingeschätzt wurden. Daher musste die Schule erneut umziehen; diesmal sollte eigens für sie in dem südlich der Altstadt gelegenen Stadtteil Rotes Feld in der Feldstraße, zwischen der Gravenhorststraße und der Schillerstraße, ein neues Gebäude gebaut werden. Die Bauarbeiten dauerten etwa zwei Jahre und waren im Herbst 1908 beendet. Am 21. Oktober dieses Jahres bezogen 18 Lehrer mit 465 Schülerinnen in 14 Klassen den Neubau, der als „Zierde der Stadt“ bezeichnet wurde.
Die feierliche Einweihung erfolgte am 9. November 1908; die spätere Verbindung des Datums „9. November“ mit dem Gedenken an die Reichspogromnacht fand Ausdruck in besonderen Ausgestaltungen von Gebäudejubiläen der Gegenwart, wie bei der 100-Jahr-Feier 2008. Auch dieses neue Gebäude in der Feldstraße war nach wenigen Jahren überfüllt, da Zechlin neben der ursprünglichen Töchterschule – ab 1908 als Lyzeum charakterisiert – eine Frauenschule und mehrere Seminare einrichten ließ. Sein Nachfolger Hugo Koch erklärte, die Schule habe sich in dieser Zeit, mit fast 1000 Schülerinnen und den zusätzlich angebotenen Kursen, zu einem „schier unüberschaubaren ‚Schulmonstrum‘“ entwickelt.
Im Verlauf des Ersten Weltkriegs fiel häufig Unterricht aus oder wurde ins Johanneum verlegt; im Winter 1917/1918 musste die Schule wegen Kohlemangels ganz geschlossen werden. Nach Kriegsende brach im Herbst 1918 eine Grippeepidemie aus, bei der eine Lehrerin starb. Ab 1919 konnte der Unterricht wieder überwiegend problemlos durchgeführt werden. Arthur Zechlin, der 1921 in den Ruhestand ging, wurde von Hugo Koch abgelöst. Dieser führte die Schule jedoch nur bis 1924 und wurde dann ebenfalls in den Ruhestand versetzt. Ihm wiederum folgte Adolf Vahlbruch, der zuvor Leiter des Uelzener Lyzeums gewesen war.
Unter Vahlbruchs Führung übergab die Stadt im Jahr 1925 die Schulträgerschaft an das Land Preußen; für die nächste Zeit befand sich das Oberlyzeum daher in staatlicher Verantwortung. Mit diesem Schritt ging auch die Benennung des Gymnasiums als Wilhelm-Raabe-Schule einher (siehe dazu den Abschnitt Namensgebung). Gegen Ende der Weimarer Republik – Anfang der 1930er Jahre – setzte zudem die Demokratisierung der Schule durch sogenannte Reformklassen ein.

### Drittes Reich, Zweiter Weltkrieg und unmittelbare Nachkriegszeit (1933–1949)
Die Machtübernahme der Nationalsozialisten Anfang 1933 wirkte sich schnell auf den Unterricht aus. Schon zu Beginn des Schuljahres 1933/1934 änderte sich der Lehrplan, wenngleich das Lehrerkollegium zunächst einige Neuerungen ablehnte, so etwa die Anschaffung eines Films zur Rassentheorie. Dafür wurde der mit einer Jüdin verheiratete Studienrat Robert Brendel im Jahr 1934 zwangsweise entlassen und an eine andere Schule versetzt; zur gleichen Zeit glich sich der Lehrplan immer weiter den politischen Forderungen an, insbesondere in gesellschaftlichen Fächern wie beispielsweise in Geschichte und Religion. Wie schon der Erste Weltkrieg beeinflusste auch der Zweite Weltkrieg das Schulleben. Zunächst wurde der Unterricht im Winter zeitweilig eingestellt, ab 1943 musste jeder Lehrer im Kriegsdienst eingesetzt werden. In den letzten Kriegsmonaten beschlagnahmten Wehrmachtssoldaten die Schule als Lazarett und demolierten diese teilweise; die Lehrstunden für etwa 1000 Schülerinnen fanden aufgesplittert in verschiedenen Gebäuden statt, auch in Privatwohnungen.

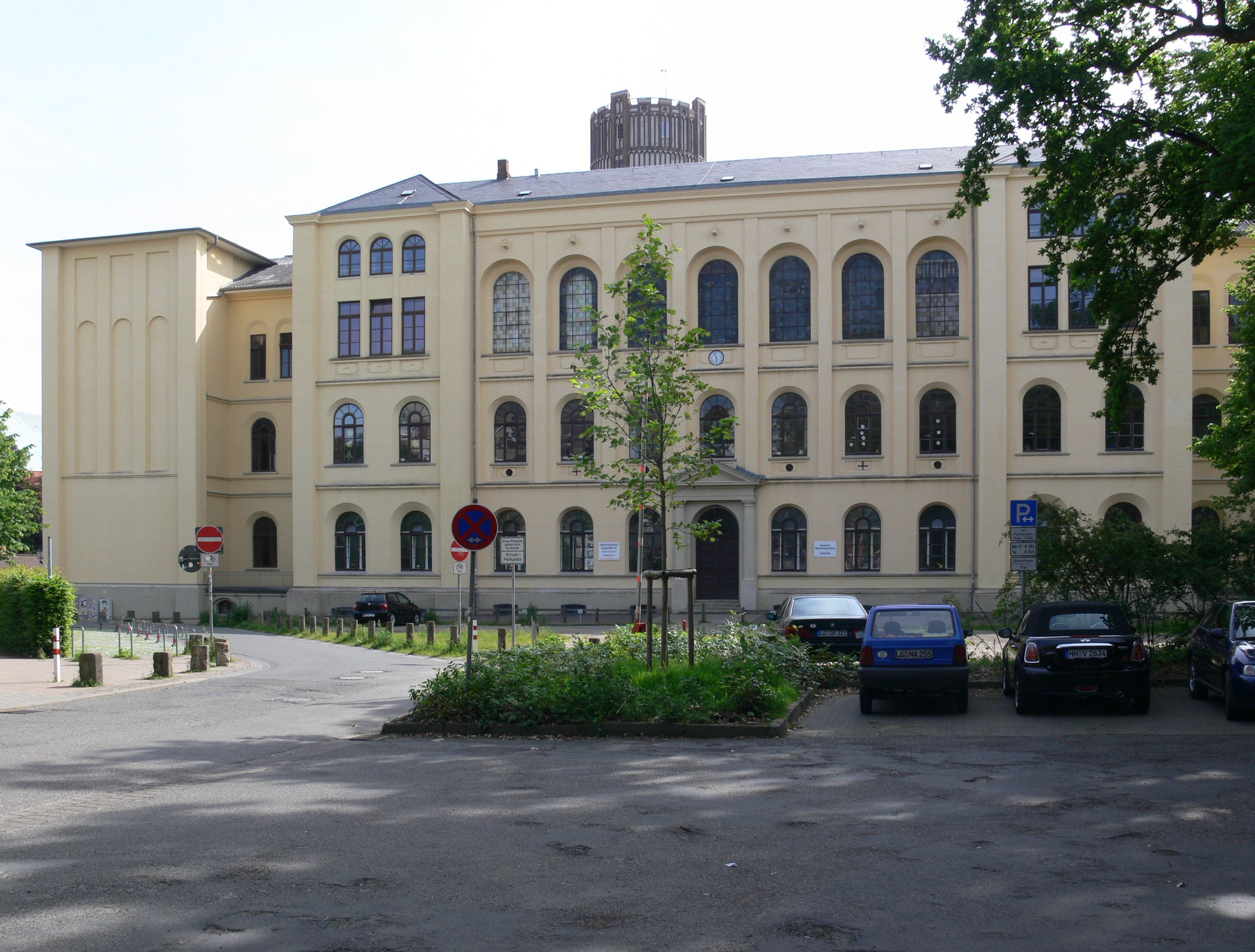
Das 1872 fertiggestellte Gebäude des Johanneums am Roten Wall, zeitweise Mitnutzung durch die Wilhelm-Raabe-Schule während des Ersten Weltkriegs sowie von 1945 bis 1949, heute Hauptschule Stadtmitte.

Mit Kriegsende wurde Lüneburg von britischen Truppen besetzt, der Unterricht wurde zunächst für mehrere Monate verboten und die Militärregierung nutzte den Bau an der Feldstraße bis 1948 als Lazarett. Der im Oktober 1945 wiederaufgenommene Unterrichtsbetrieb fand daher notbedingt im Johanneum am Roten Wall statt, gemeinsam mit den Johannitern im Wechsel von Vormittags- und Nachmittagsunterricht. Nach 20-jähriger Amtszeit entließen die Engländer den Schulleiter Adolf Vahlbruch, dieser wurde jedoch Ende 1946 wieder rehabilitiert. Seine Tätigkeit an der Wilhelm-Raabe-Schule beschrieb ein Chronist wie folgt: „Herr Direktor Vahlbruch hat […] den bedeutenden Ruf der Schule auf das trefflichste erhalten. Mit ihm verließ uns eine Persönlichkeit, die als Mensch, Pädagoge und Organisator gleichermaßen das Vertrauen des Kollegiums, der Elternschaft und der Schülerinnen in hohem Grade besaß.“
Auf Vahlbruch folgte im Oktober 1946 – nachdem zunächst Oberstudienrat Ricklefs die Schule kommissarisch geführt hatte – mit Elisabeth Vogt die erste Frau als Leiterin der Wilhelm-Raabe-Schule. Ihre Amtszeit wurde als „harmonisch“ bezeichnet, trotz der schwierigen Umstände – 1948 waren 40 Prozent der Schülerinnen Kinder von Heimatvertriebenen und erst im März 1949 kehrte die Schule wieder in ihr eigenes Gebäude an der Feldstraße zurück. Zur gleichen Zeit trat Vogt aus gesundheitlichen Gründen nach nur vier Jahren von ihrem leitenden Posten zurück, sie wurde von der 38-jährigen Brigitte Hasenclever abgelöst.

### Internationalisierung und Koedukation (seit 1949)
Brigitte Hasenclevers Amtsantritt sorgte, nach Einschätzung damaliger Schülerinnen, für neue Impulse, herausgehoben wurde ihre Aufgeschlossenheit gegenüber Sport und musischer Erziehung. Unter ihrer Leitung entwickelte die Wilhelm-Raabe-Schule als eine der ersten deutschen Schulen regelmäßige Briefkontakte mit Partnerschulen in Frankreich oder England. Zudem organisierte sie im Jahr 1956 einen Austausch mit einer Hallenser Schule aus der DDR, der jedoch nach kurzer Zeit aufgegeben wurde. 1968 genehmigte die Stadt nach langwierigen Verhandlungen einen Erweiterungsbau für die erneut im Raumnot geratene Schule, der 1970 eingeweiht wurde. Ein Jahr darauf führte die Wilhelm-Raabe-Schule die Koedukation ein, fortan wurden an dem Gymnasium Jungen und Mädchen (gemeinsam) unterrichtet; 1980 verließ der erste gemischte Abiturjahrgang die Schule. Die 27-jährige Amtszeit der Schulleiterin, die von der Lüneburger Landeszeitung als eigene „Ära Hasenclever“ bezeichnet wurde, endete im Juli 1976 mit einer feierlichen Verabschiedung.

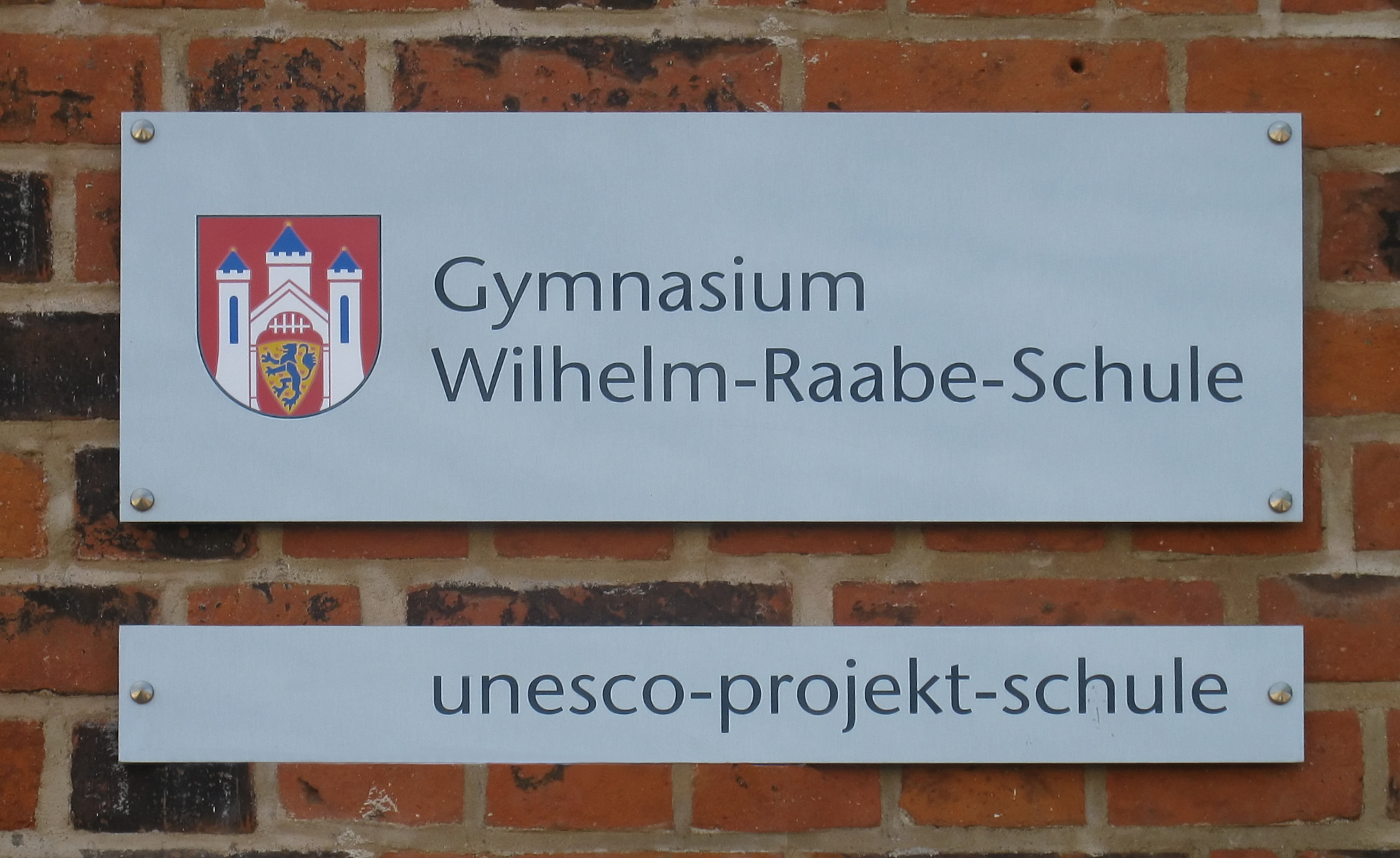
Schulschild mit stilisiertem Lüneburger Stadtwappen und Zusatzschild beim Vordereingang der Schule.

In der Schulleitung folgte Hans-Heinrich Schnare auf Hasenclever. In Schnares Amtszeit fiel unter anderem die endgültige Entwicklung der Wilhelm-Raabe-Schule zu einem gemischten Gymnasium; zudem fanden jährlich Projektwochen statt, die beispielsweise das Thema „Schule als Staat“ aufgriffen. 1992 übernahm Hanne Oppermann den Schulleiterposten. In den acht Jahren, in denen sie die Schule führte, wurden diverse Arbeitsgemeinschaften ins Leben gerufen, wie zum Beispiel die Umwelt-AG, die sich mit einem Energiesparprogramm an der Wilhelm-Raabe-Schule beschäftigte (siehe den Abschnitt AG Energie und Umwelt). Neben dieser Profilierung als Umweltschule begann Ende der 1990er Jahre auch die Hinführung zur UNESCO-Projektschule: 1998 gewann ein Projekt, das sich mit der „Begegnung mit der Republik Südafrika“ beschäftigte, den ersten Platz bei einem Wettbewerb und wurde mit dem niedersächsischen Schülerfriedenspreis ausgezeichnet.
Auch Hanne Oppermanns Nachfolgerin, Barbara Scheuermann, setzte diesen Kurs fort. Unter ihrer Leitung, die von 2000 bis 2007 dauerte, erhielt die Wilhelm-Raabe-Schule im Jahr 2006 die Anerkennung als UNESCO-Projektschule; seitdem zählt sie zu den ungefähr 190 Schulen in Deutschland, die diesen Titel tragen. Wenige Jahre zuvor war das Gymnasium bereits zu einer „Schule ohne Rassismus“ geworden, nachdem sich die 2001 gegründete TuWas-AG gegen Diskriminierung und Fremdenfeindlichkeit eingesetzt hatte. Christa Staashelm, die im Jahr 2007 Barbara Scheuermann als Schulleiterin abgelöst hatte, verließ das Gymnasium bereits zwei Jahre darauf wieder, um in ihre alte Heimatstadt Cuxhaven zurückzukehren. Im Anschluss daran führte für wenige Monate die stellvertretende Schulleiterin Barbara Reichert das Gymnasium, ehe Anfang 2010 Christine Hartmann das Amt übernahm, die sieben Jahre als Direktorin amtierte. In dieser Zeit wurde die Wilhelm-Raabe-Schule zur Ganztagsschule umgewandelt, ferner führte die Einführung des achtjährigen Gymnasiums (G8) dazu, dass 2011 zwei Jahrgänge gleichzeitig die Abiturprüfungen absolvierten. Auf Hartmann folgte im Mai 2018 Thomas Wetzel.

## Namensgebung

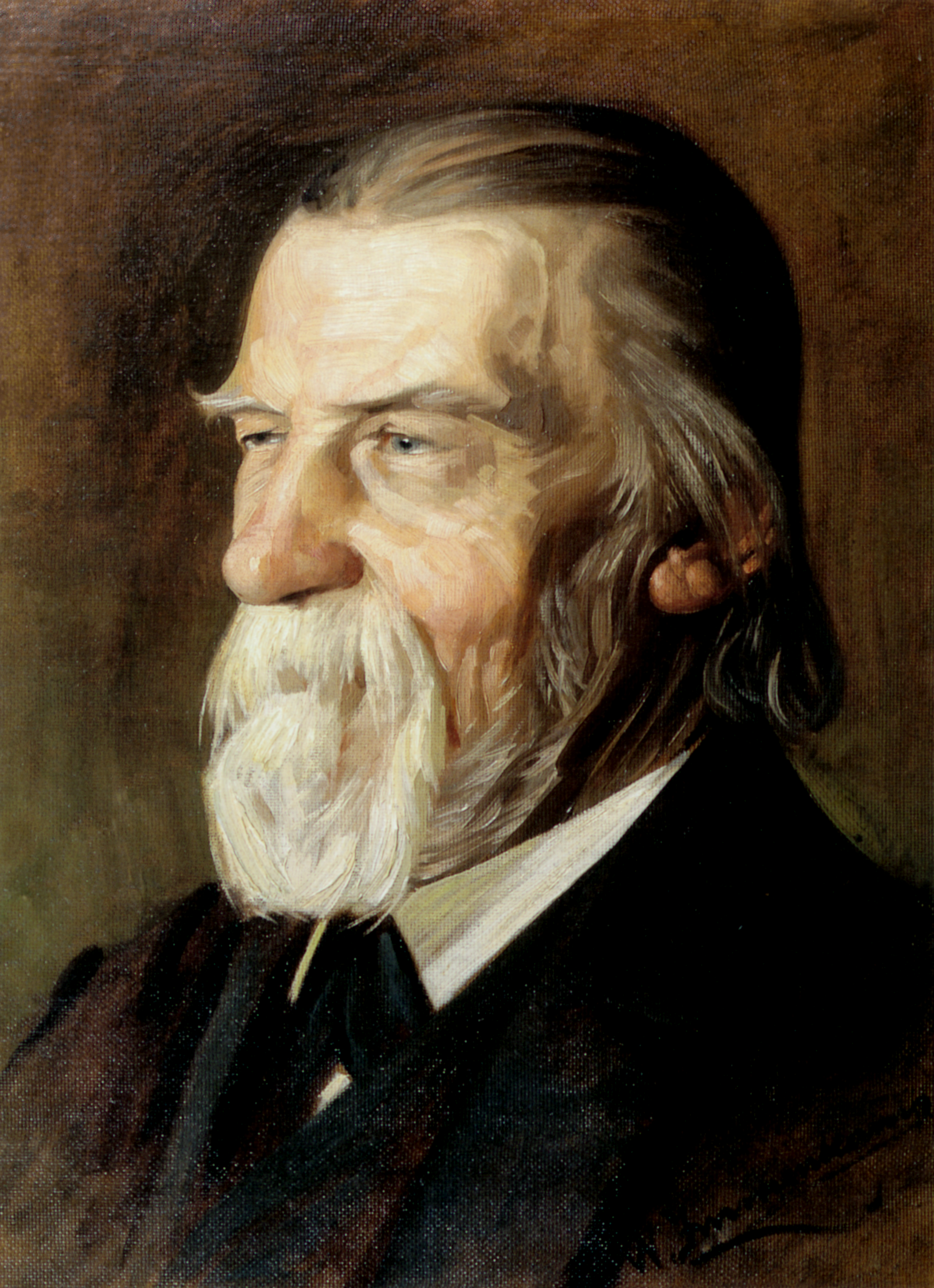
Die Schule wurde 1925 nach dem deutschen Schriftsteller Wilhelm Raabe benannt.

In der ersten Zeit ihres Bestehens hieß die Schule nach ihrem Gründer Oltroggeschule. In den folgenden Jahren nahm sie jeweils den Namen der Schulart an; so wurde sie im beginnenden 20. Jahrhundert zunächst als Höhere Mädchenschule und dann als Lüneburger Lyzeum bezeichnet. Im Zuge der Verstaatlichung sollte das Gymnasium im Jahr 1925 nach einer bekannten deutschen Persönlichkeit benannt werden. Als erster Vorschlag fiel der Name des Schriftstellers Wilhelm Raabe. Artikel und Leserbriefe, die in den Lüneburgischen Anzeigen erschienen, sprachen sich größtenteils gegen die Benennung nach Raabe aus, da dieser in keiner Beziehung zu einer Lüneburger Mädchenschule stünde. Alternativvorschläge für Namenspatinnen waren die Dichterin Annette von Droste-Hülshoff oder die Frauenrechtlerin Helene Lange.
Am 7. Februar 1925 erhielt die Schule durch eine ministerielle Verfügung den Namen Wilhelm-Raabe-Lyzeum. Auf der Gesamtkonferenz im März 1925 wurde „das Verhalten des Magistrats bei der Veröffentlichung des Namens der Schule […] als sehr eigenartig befunden“, zumal zwei Monate zuvor mitgeteilt worden war, die Lehrer sollten sich den zukünftigen Namen selbst überlegen und ihn dann dem Preußischen Schulkollegium vorschlagen. Dennoch wurden die Werke des Schriftstellers später besonders in den Unterricht integriert; so verkauften Schüler anlässlich Raabes 150. Geburtstages im Jahr 1981 Gedenkmarken und organisierten eine Raabe-Ausstellung, ein Jahr darauf führte das Schülertheater Raabes Novelle Die Gänse von Bützow in einer szenischen Bearbeitung auf.

## Gebäude

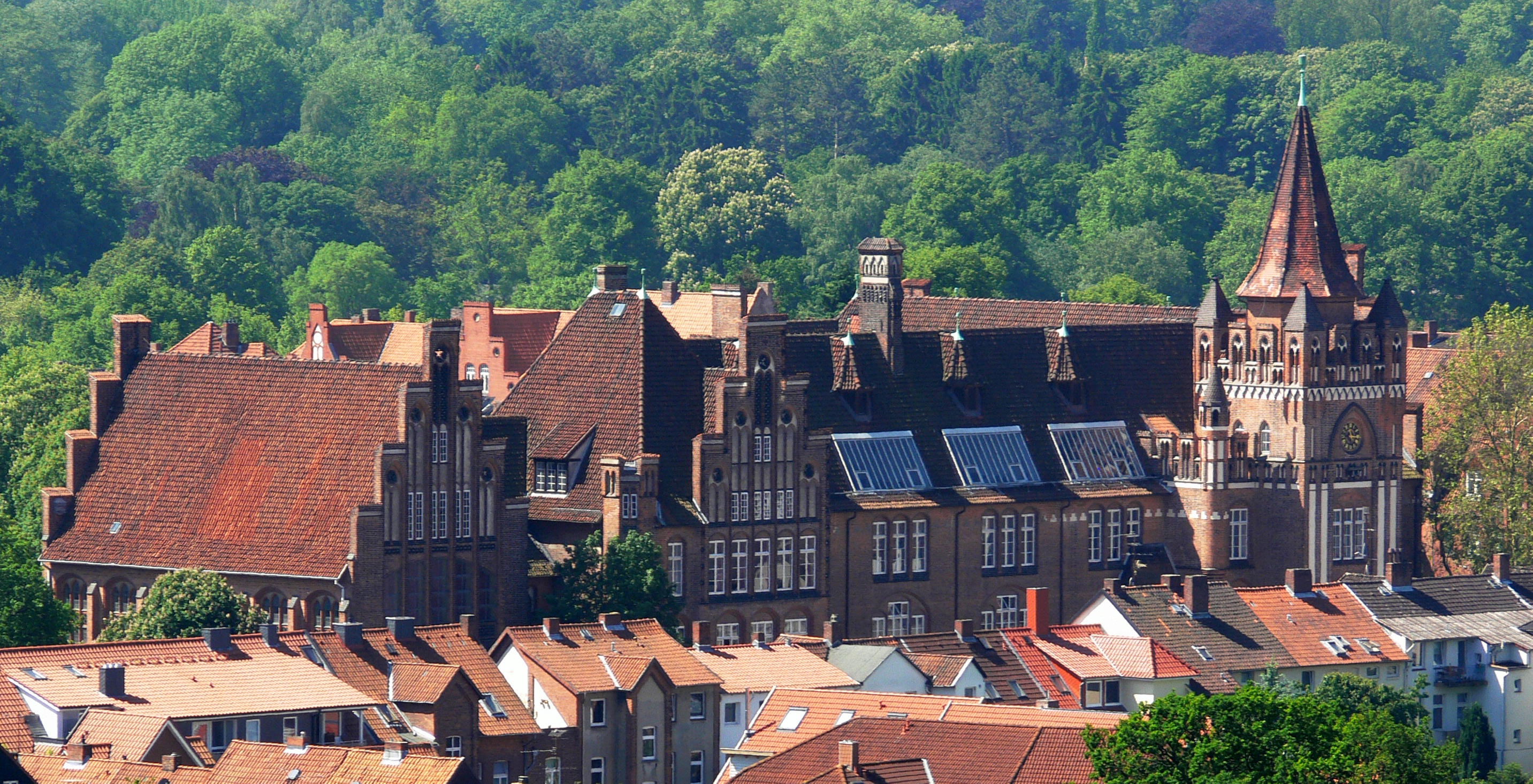
Blick vom Wasserturm auf die Nordseite des Schul-Altbaus von 1908 an der Feldstraße, links der Osttrakt, rechts der Torturm.

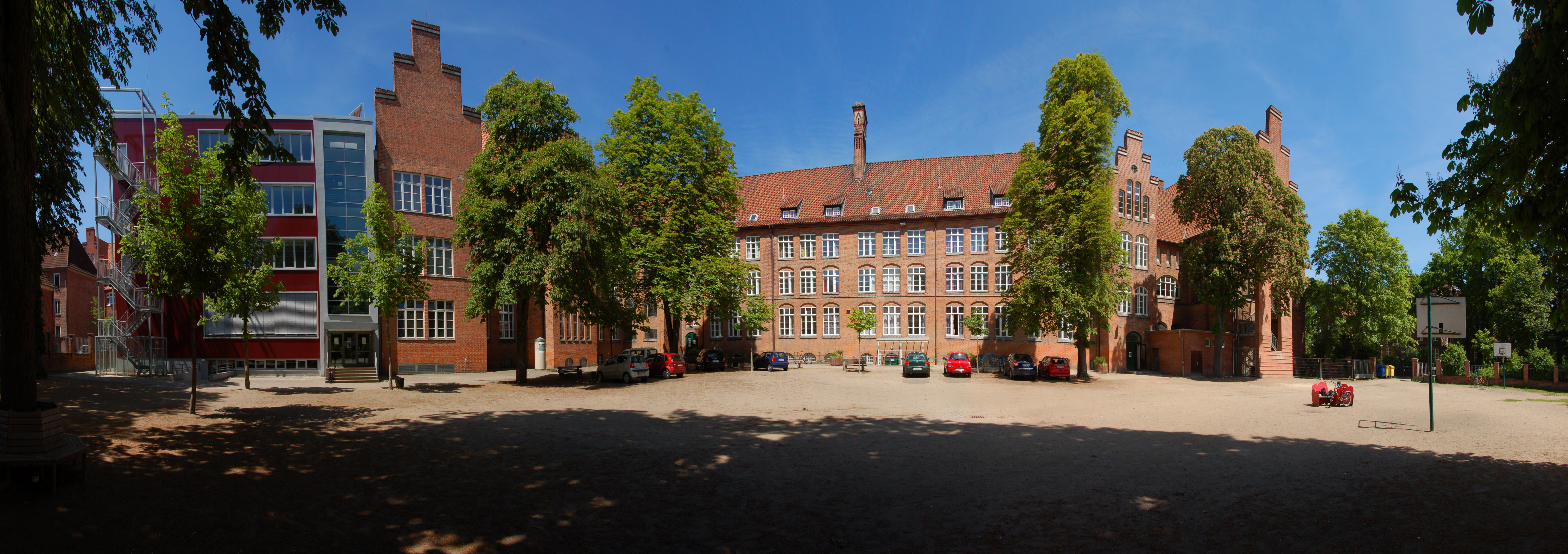
Blick vom Schulhof auf die Südseite des Schul-Altbaus, links der Westflügel mit dem Anbau von 1970, rechts der Nordflügel.

Die Schule verfügt über ein größeres, zusammenhängendes Schulgebäude. Der älteste und größte Gebäudeteil wurde von 1906 bis 1908 nach einem Entwurf des Lüneburger Stadtbaumeisters Richard Kampf (1859–1919) errichtet. Kampf – ein Schüler des Architekten und Hannoveraner Hochschullehrers Conrad Wilhelm Hase – ging es bei seinem Entwurf darum, eine Verbindung von „Einfachheit mit Zweckmäßigkeit und guter Form“ zu schaffen.
Kampfs Gebäudekonzept sah zwei Hauptflügel, einen Torturm und einen Aulatrakt vor, was sich aus der Aufgabe ergab, neben der Höheren Töchterschule (im Nordflügel an der Feldstraße) acht Klassen einer Mittelschule bzw. „Frauenschule“ sowie die Ausbildungsräume eines neu gegründeten Lehrerinnenseminars (im Westflügel an der Schillerstraße) unterzubringen. Außerdem sollte die von Kampf geschaffene Gebäudeanordnung den Schulhof vor dem hier vorherrschenden Nordwestwind schützen.
Das Raumprogramm des Schulgebäudes von 1908 umfasste neben insgesamt 28 Klassenräumen mehrere Vorbereitungs- und Sammlungsräume, einen Physiksaal, eine Bibliothek, zwei Zeichensäle, einen Raum für die Milchausgabe und die Hausmeisterwohnung, sowie Aula und Turnhalle (im Osttrakt an der Gravenhorststraße). Eine gute Belichtung der Klassenräume war Kampf besonders wichtig; er richtete deren Fenster nach Süden oder Westen aus, ordnete relativ hohe Fenster mit geraden Fensterstürzen von innen 10 cm Sichtfläche unterhalb der Decke an, reduzierte die Breite der Mauerpfeiler zwischen den Fenstern auf 71 cm und schrägte die Fensterlaibungen innen ab. Technisch aufwendig gestaltete Kampf die Belichtung der im Dachgeschoss des Nordflügels angeordneten Zeichensäle durch sehr große, nach Norden gerichtete Dachfenster.
In dem 1970 erstellten Anbaubereich sind die Räume für die naturwissenschaftlichen Fächer untergebracht. Bei dem Anbau handelt es sich um ein mehrgeschossiges Flachdachgebäude im „Zweckbaustil“ der siebziger Jahre mit einer Fassade mit Sichtbetonflächen. Auf dem Flachdach des Anbaus befinden sich die Solaranlagen mit insgesamt sechs Reihen von Photovoltaik-Solarmodulen.
Seit Mai 2008 erfolgt eine Versorgung mit Schulspeisung, wozu im Untergeschoss der Schule eine Schulmensa und eine Ausgabeküche eingerichtet wurden. Von einem lokalen Cateringunternehmen werden dort an allen Schultagen mittags zwei warme Hauptmahlzeiten angeboten, eines mit Fleisch oder Fisch und ein vegetarisches Essen, die je nach saisonalem Angebot durch ein weiteres Gericht, Eintopfgerichte und Nachtisch ergänzt werden. Die Zubereitung erfolgt extern aus „frischen Produkten der Region und hochwertigem Neuland-Fleisch“. Aufgrund der guten Nachfrage wurde 2019 die Turnhalle ausgeräumt und zur Mensa umgestaltet. Der bisherige Mensabereich im Untergeschoss der Schule wurde zu einem Aufenthaltsraum umgebaut.

## Bildergalerie

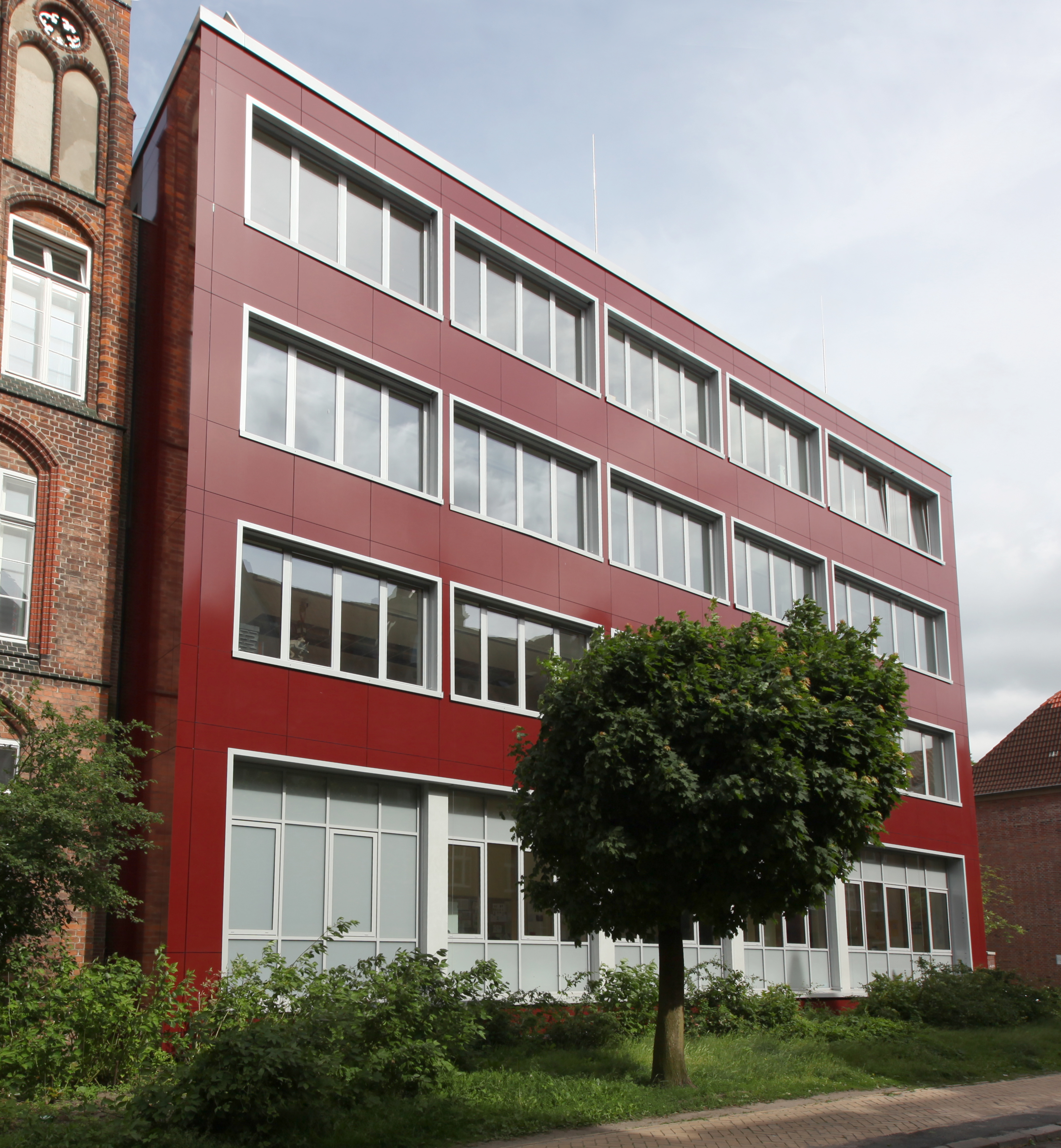
Neubau von der Schillerstraße aus gesehen
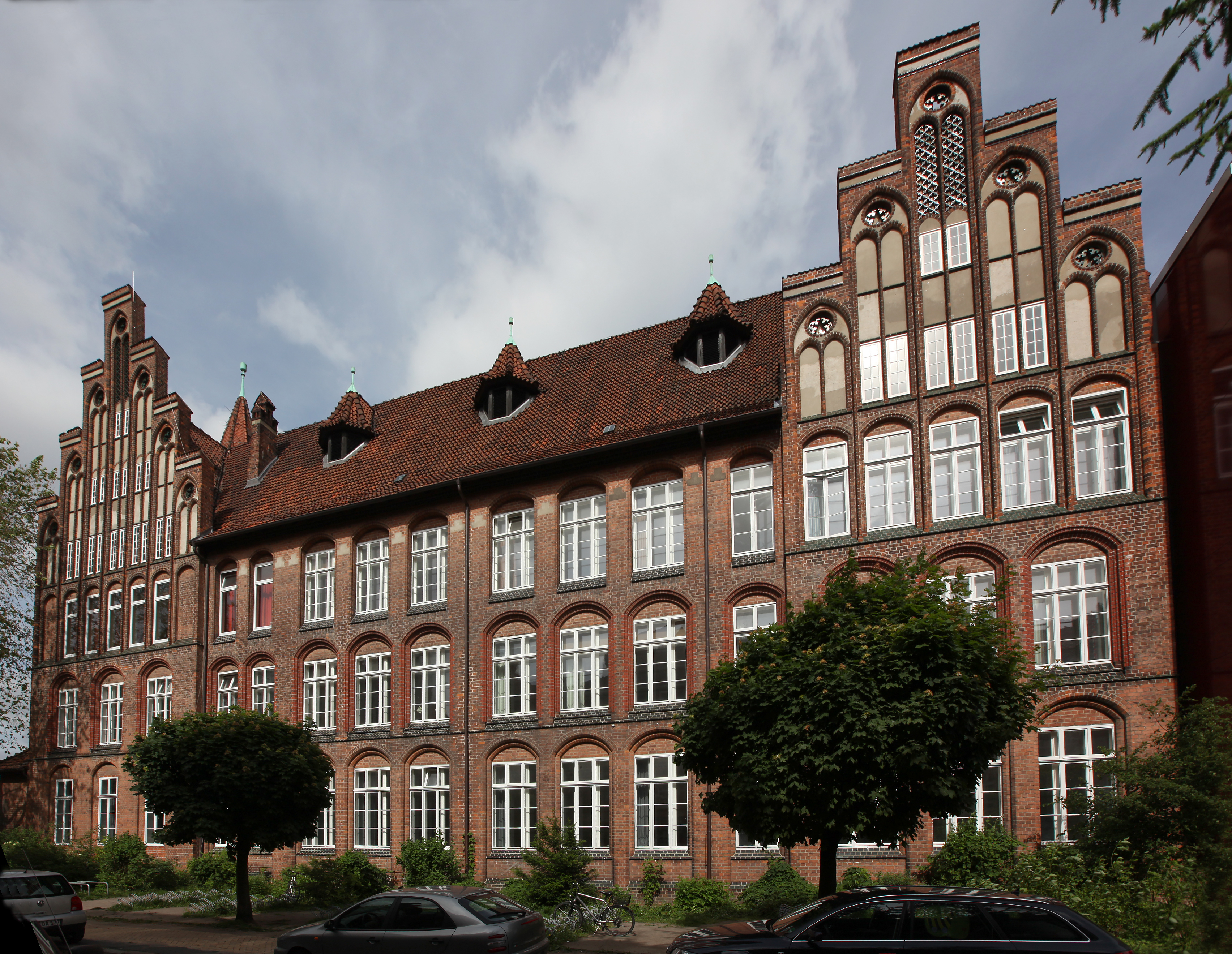
Westseite des Altbaus
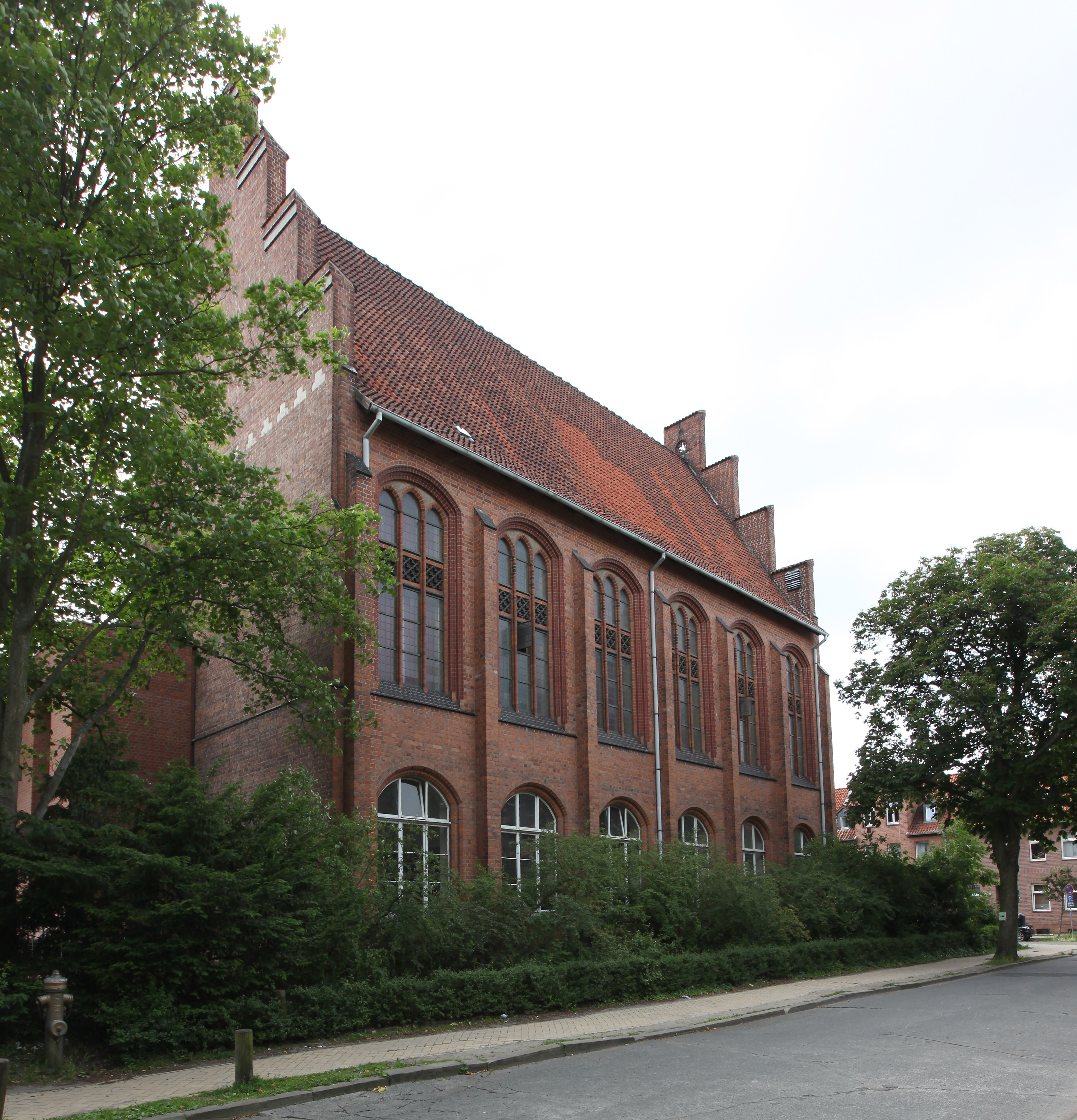
Ostflügel mit Turnhalle (jetzt Mensa) und Aula
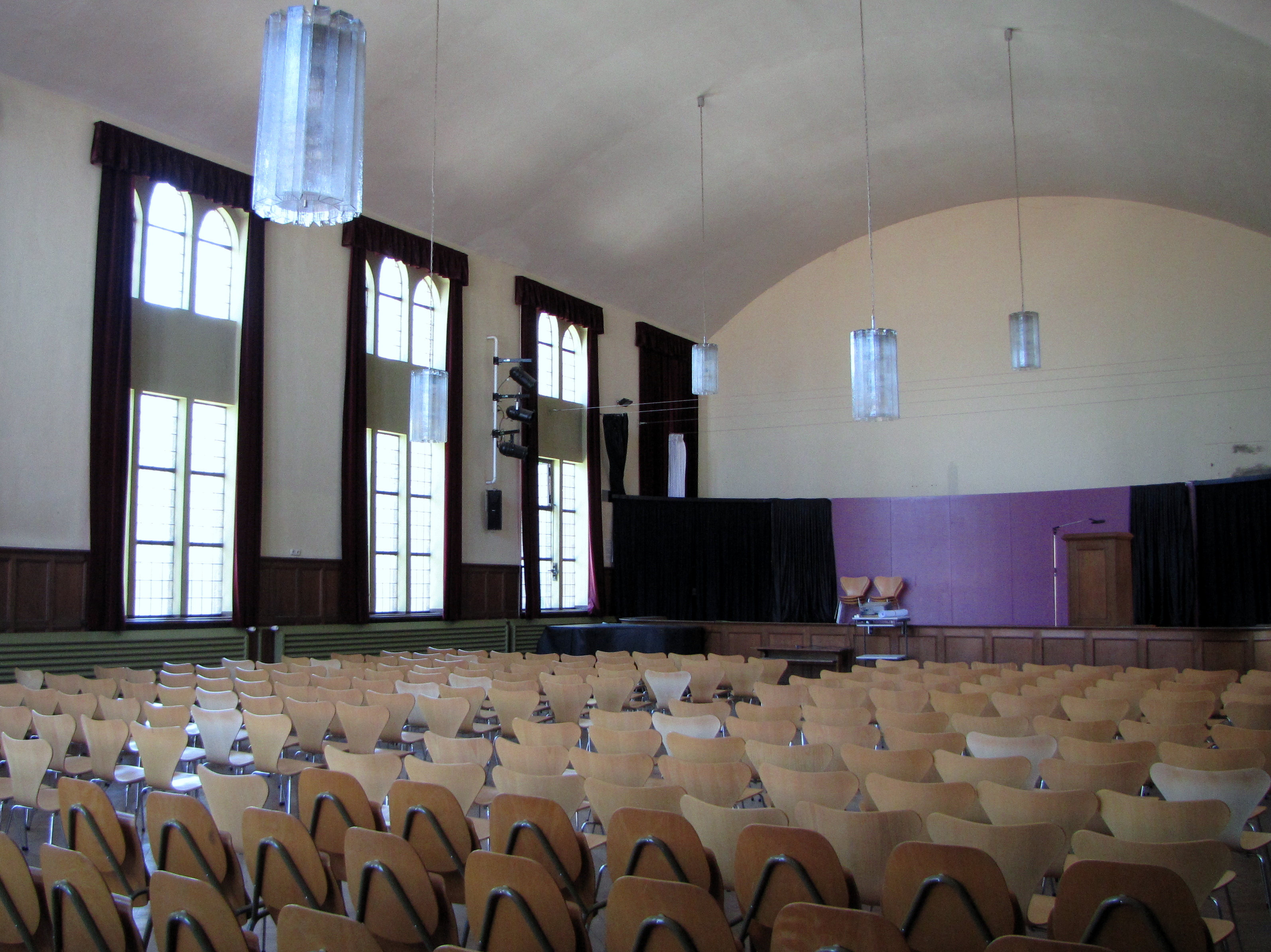
Aula der Schule, mit Tonnengewölbe.
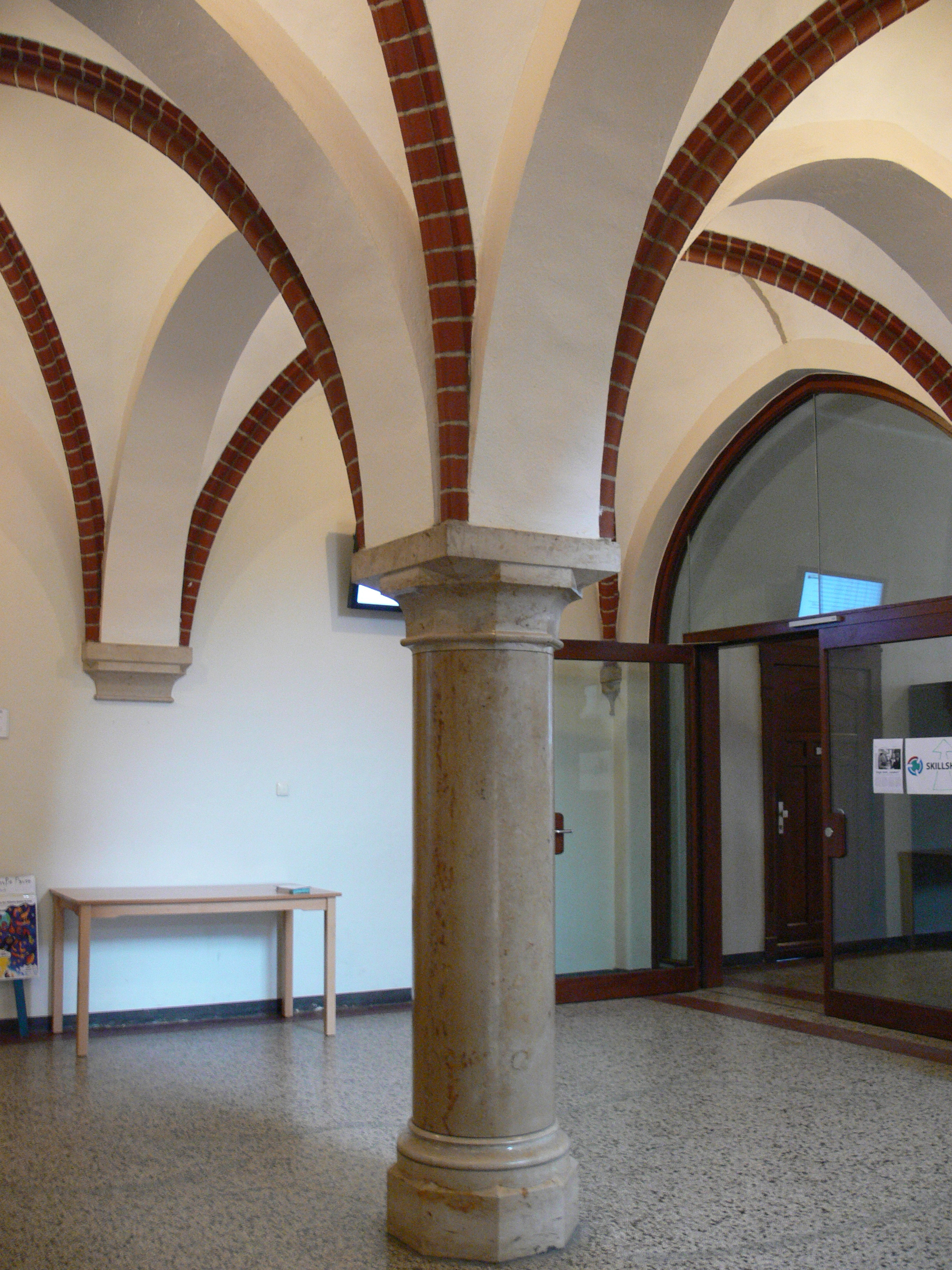
Kreuzgewölbe in der Eingangshalle.
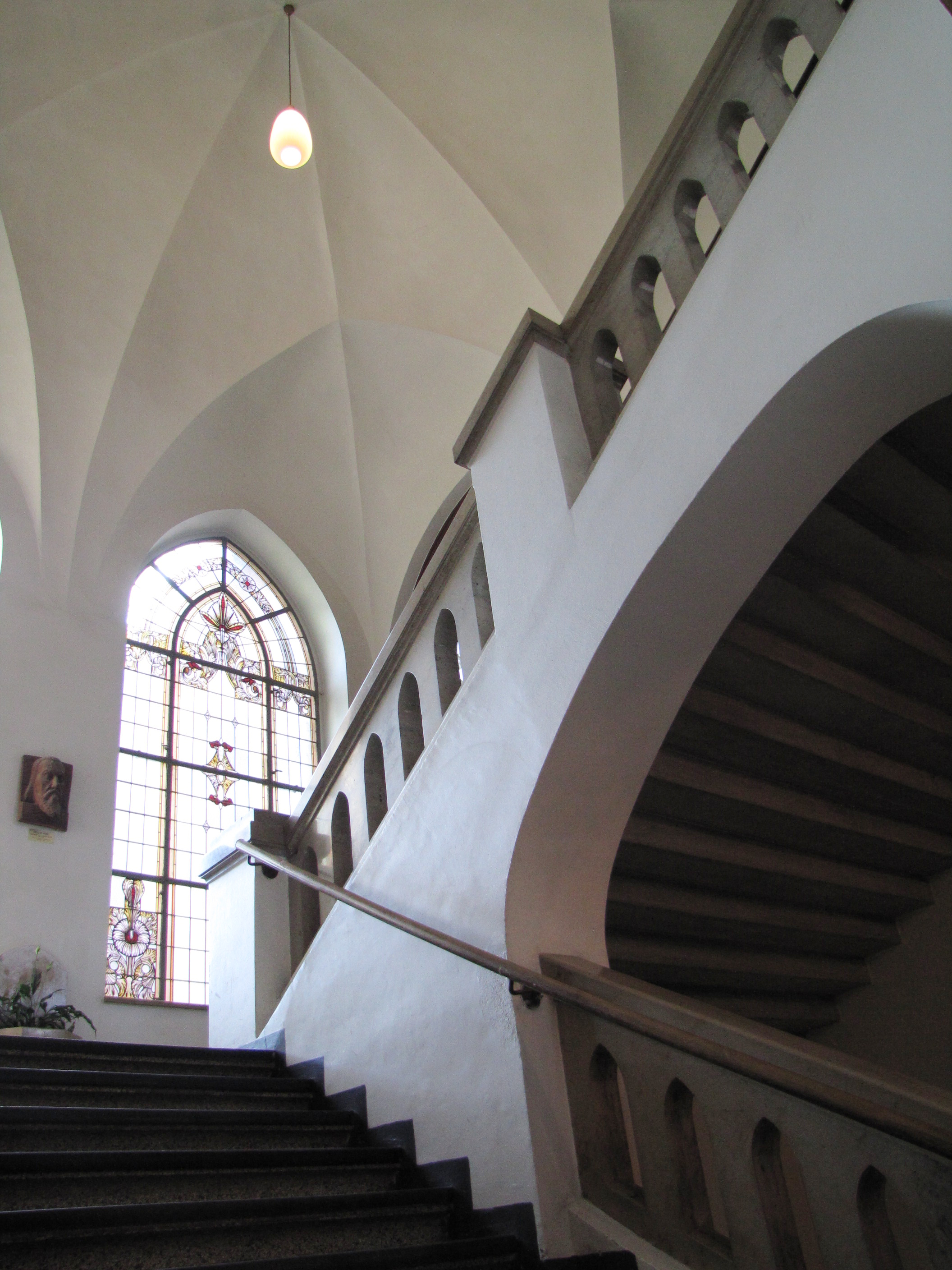
Blick in das Haupttreppenhaus.
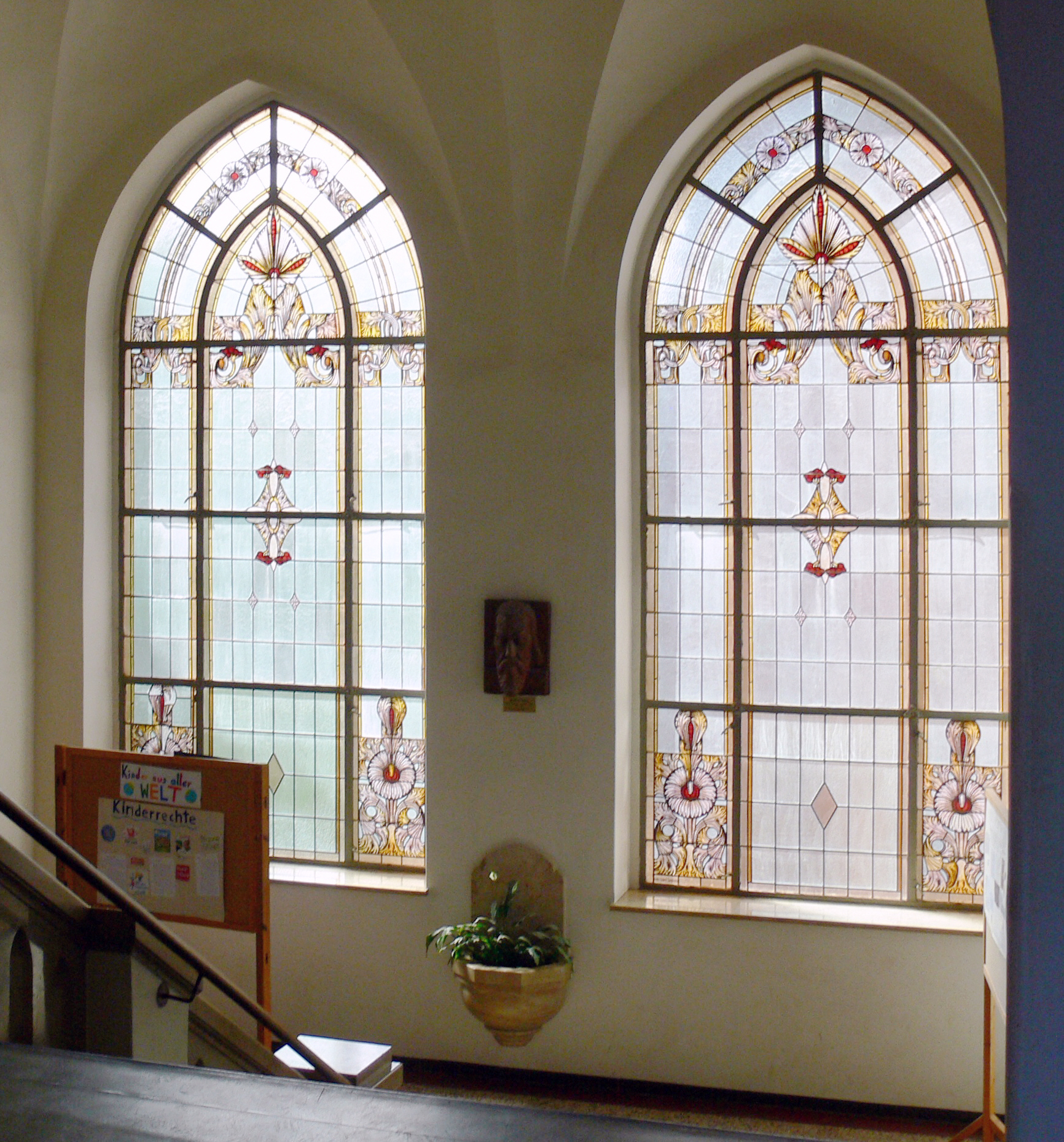
Jugendstil-Glasfenster im Haupttreppenhaus.

## Daten, Unterrichtsangebot, Sprachen
Im Schuljahr 2008/2009 wurde die Schule von 1151 Schülern besucht, davon waren 672 weiblich (58,4 %) und 479 männlich (41,6 %). Die Jahrgänge 10 bis 13 (Sekundarstufe II) wurden 2008/2009 von insgesamt 422 Schülern besucht. In den Jahrgängen 5, 7 und 8 gab es jeweils fünf, in den Jahrgängen 9, 10 und 11 jeweils vier und im Jahrgang 6 gab es sechs Parallelklassen; die Jahrgänge 12 und 13 wurden entsprechend den Wahlprofilen in unterschiedlich große Kurse aufgeteilt. Die inzwischen in allen Bundesländern, so auch in Niedersachsen eingeführte Schulzeitverkürzung auf 12 Jahre, die sogenannte Reform G8, führte an der Wilhelm-Raabe-Schule dazu, dass 2011 zwei Jahrgänge gemeinsam die Abiturprüfung machten.
Das Unterrichtsangebot umfasst alle bei Gymnasien gegenwärtig üblichen Unterrichtsfächer sowie zusätzlich verschiedene Arbeitsgemeinschaften. Eine Besonderheit stellt das Fach Darstellendes Spiel (DSP) dar, das in der Sekundarstufe II als vollwertiges Unterrichtsfach angeboten wird und das an der Schule eine lange Tradition hat.
Im Bereich der Sprachen erlernen Schüler die erste Fremdsprache (Englisch) üblicherweise ab der Klasse 3 und dann am Gymnasium zusätzlich die zweite Fremdsprache (Latein oder Französisch) ab Klasse 6. Nachdem das Gymnasium in Niedersachsen seit dem Schuljahr 2004/2005 wieder ab Klasse 5 beginnt, bietet die Wilhelm-Raabe-Schule Französisch als zweite Fremdsprache bereits ab Klasse 5 an. Latein oder Französisch kann ab Klasse 8 zusätzlich gelernt werden, beides mit den wichtigen Abschlüssen Latinum bzw. DELF. Für weitere Fremdsprachen gibt es ab Klasse 10 Arbeitsgemeinschaften.
Die WRS informiert Eltern und Schüler mithilfe eines eigens erstellten Ratgeberheftes über „Methodenlernen“. An vier Unterrichtstagen pro Schuljahr werden die Schüler über bestimmte Lern- und Arbeitsmethoden unterrichtet und erhalten Tipps, wie zum Schreiben von Protokollen, zum Erstellen von Referaten oder zur Planung von Ausstellungen. Im Rahmen des RaaTuS (Raabe Tutoren-System) benannten Tutoren-Systems an der WRS wird Förderunterricht in verschiedenen (Haupt-)Fächern erteilt für Schüler der Jahrgänge 5 bis 9. Als Tutoren können sich Schüler aus den Jahrgängen 9 bis 12 bewerben, die mindestens gute Leistungen in dem jeweiligen Fach aufweisen und die an den angebotenen Fortbildungsveranstaltungen der Schule teilgenommen haben.

## Besonderheiten

### Leitbild und Lernkultur

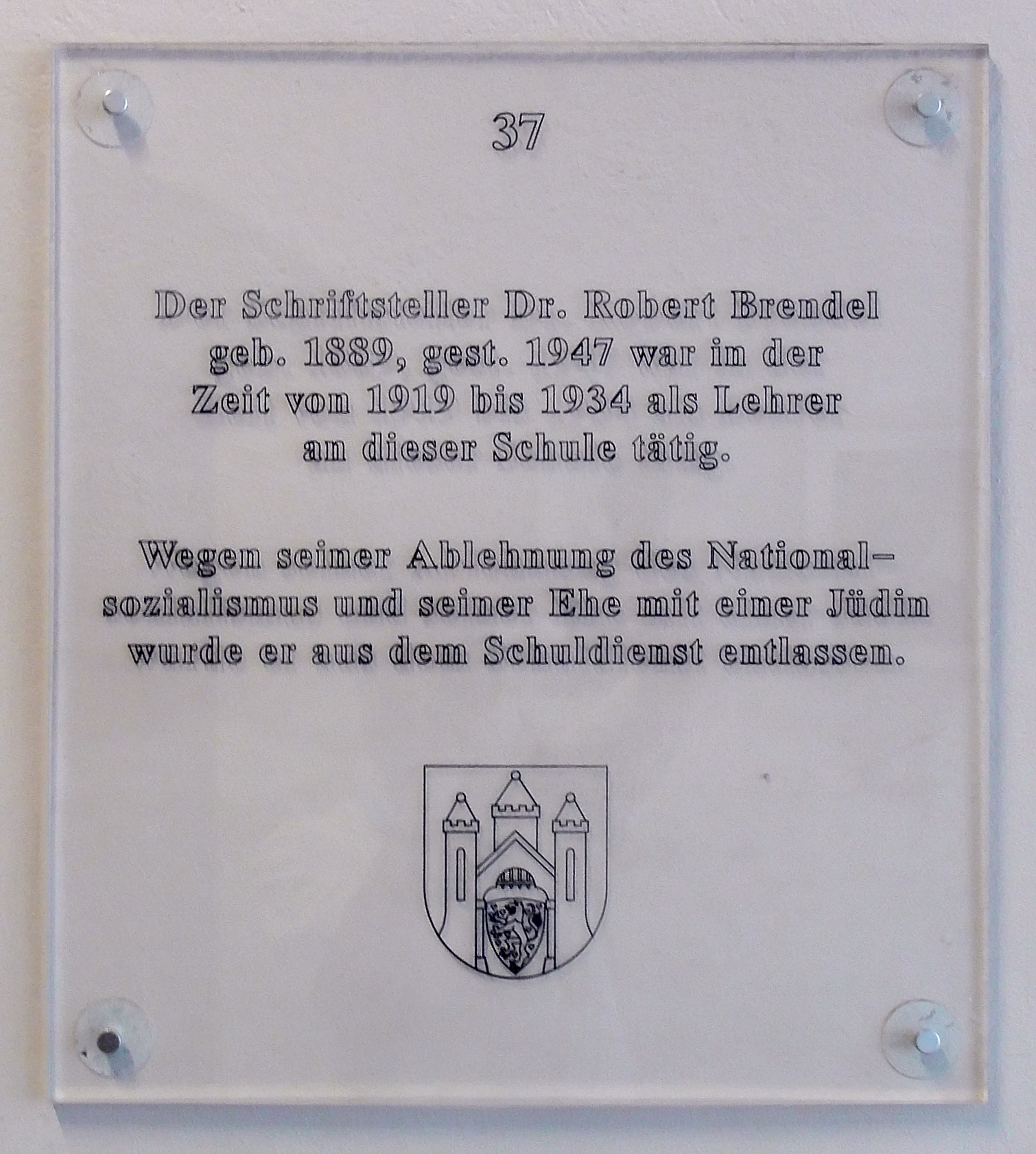
Gedenktafel für Robert Brendel in der Wilhelm-Raabe-Schule.

In ihrem Leitbild bezieht sich die Wilhelm-Raabe-Schule auf die UNESCO-Grundsätze und will „junge Menschen dazu befähigen, zur demokratischen Gestaltung unserer Gesellschaft beizutragen und Verantwortung für sich und andere zu übernehmen.“ Verpflichtendes Vorbild ist dabei Dr. Robert Brendel, der von 1919 bis 1934 als Lehrer an der Schule tätig war und der sich 1934 der Forderung der NS-Machthaber widersetzte, sich von seiner jüdischen Ehefrau Xenia Brendel zu trennen, und dafür mit Zwangsversetzung und Zwangspensionierung bestraft wurde. Was Brendel seinen Abiturientinnen 1930 mit auf den Weg gab, gilt an der Wilhelm-Raabe-Schule auch heute noch als pädagogische Grundorientierung:

„Arbeiten wir mit daran, dass Sie eine Zukunft verwirklichen helfen, in der Gemeinschaft, Humanität und schöpferische Einheit des Lebens selbstverständliche Grundlagen allen Daseins sind.“

Bei den Leitsätzen zur Lernkultur greift die Schule ebenfalls die Unesco-Grundsätze auf; neben der „Verpflichtung auf ein Lernen in Vielfalt und Verlässlichkeit“ werden unter anderem die „Förderung von Toleranz, Mitmenschlichkeit und Zivilcourage“ als bestimmend angesehen.

### Die Bläserklassen
Ab dem 5. Schuljahrgang werden diejenigen Schüler in einer Bläserklasse von vier oder fünf Parallelklassen zusammengefasst, die ein Blasinstrument erlernen wollen. Im Musikunterricht der Bläserklassen wird überwiegend mit Blasinstrumenten musiziert, um eine Verzahnung zwischen Theorie und Praxis herzustellen. Neben dem Musikunterricht erhalten die Schüler dann in einer weiteren Stunde Instrumentalunterricht in Kleingruppen von etwa 5 Schülern, wobei die Schule mit Lehrkräften der Lüneburger Musikschule zusammenarbeitet. In allen übrigen Fächern unterscheidet sich der Unterricht nicht von dem in den Parallelklassen.

### UNESCO-Projektschule

In Deutschland verwendetes Logo des UNESCO-Schulprojekts.

Als UNESCO-Projektschule arbeitet die Wilhelm-Raabe-Schule kontinuierlich im UNESCO-Schulnetz (ups) mit und unterstützt in ihren schulischen und außerschulischen Bereichen aktiv das Ziel der UNESCO – die Erziehung zu internationaler Verständigung und Zusammenarbeit. Die WRS engagiert sich dabei insbesondere in den Bereichen:
- „Mensch und Umwelt“, durch mehrere Maßnahmen zur Energieeinsparung, durch Energieerzeugung mithilfe einer eigenen Solaranlage, sowie durch Erziehung zum aktiven Umweltschutz (siehe auch AG Energie und Umwelt).
- „Verständigung der Völker und interkulturelles Lernen“, wie durch Schulpartnerschaften, Austauschprogramme und Informationsveranstaltungen („Aula-Café“), dies auch in Kooperation mit der Hansestadt Lüneburg im Agenda-21-Arbeitskreis Nord-Süd sowie mit interessierten Personen und Organisationen der Region, sowie durch verschiedene Hilfsprojekte der WRS in Südafrika, Tansania, Brasilien und Belarus, die sich aus Schulpartnerschaften entwickelt haben.
- „Kultur der Toleranz und des Friedens“, wie durch ein Mediationsangebot an der WRS zur Bewältigung von Konflikten, und durch die TuWas AG – Bewegungswerkstatt für Menschenrechte, die schon mehrere Aktionen und Ausstellungen durchführte.
- „Erziehung zur Verantwortung und Selbstständigkeit“.

Hinzu kommen weitere Maßnahmen und Aktionen zur Umsetzung der Unesco-Leitlinien an der WRS, wie Integration der UNESCO-Arbeit im fächerübergreifenden Unterricht, Kooperationen mit anderen Projektschulen im ups-Netzwerk bei Ausstellungen und Aktionen wie dem Tanz-Projekt „Wohin gehst Du? – Schritte in die Zukunft“, sowie dem Projekt „Boukra“, einer Internet-Zeitung im europäisch-arabischen Dialog.

### Arbeitsgemeinschaften und Projekte
Zur Bewältigung von auftretenden Konflikten werden an der WRS von Konfliktlotsen Mediationsgespräche angeboten. Eine erste Gruppe von Schülern wurde 1999 zu Konfliktlotsen ausgebildet, 2002 eine weitere Gruppe von etwa 20 Schülern. Die Mediatorenausbildung erfolgte durch den Verein Mediationsstelle Brückenschlag e. V., der seinen Sitz in Lüneburg hat. Jeden Schultag stehen zwei Konfliktlosen in einem „Mediationszimmer“ zur Verfügung, um Konflikte in einem Gespräch zu bewältigen. Jeder Schüler, der einen Streit hat, kann dort Hilfe zur Konfliktlösung bekommen.

### AG Energie und Umwelt
1993 bildete sich die Arbeitsgemeinschaft (AG) „Energie und Umwelt“, die seitdem aktiven Klima- und Umweltschutz betreibt. Unter anderem wurde der Heizenergieverbrauch um etwa 30 Prozent und der Stromverbrauch um etwa 50 Prozent reduziert. Dies entspricht einer jährlichen Verringerung der Kohlendioxidemissionen von insgesamt rund 109 t, die die WRS durch mehrere Maßnahmen erzielte: Durch ein spezielles Energiemanagement wird nur noch bedarfsgerecht geheizt, und auf der Nutzerseite wurde das Verantwortungsbewusstsein gezielt geschult, wie durch Wahl von „Energiemanagern“ in allen Klassen. Die WRS vereinbarte vertraglich mit der Stadt Lüneburg, dass der Schule ein Teil der eingesparten Energiekosten wieder ausgezahlt wird, was Modellcharakter für die Region bekam.
Von 1997 bis 2005 installierte die AG in kompletter Eigenarbeit auf dem Flachdach des Anbaus mehrere Solaranlagen, die umweltfreundlichen Strom produzieren, der in das lokale Stromnetz eingespeist wird. Die Anschaffung der Photovoltaik-Solarmodule und sonstigen Baukomponenten wurde finanziert durch Gelder aus gewonnenen Wettbewerben sowie Sponsorengelder und Zuschüsse der Deutschen Bundesstiftung Umwelt und der Deutschen Kinder- und Jugendstiftung. Die gesamte Modulfläche beträgt 98 m², die eine elektrische Gesamtleistung von rund 12 kWp erbringen, womit etwa 20 Prozent des Strombedarfs der Schule gedeckt werden. Da eine weitere Aufstockung der Solaranlagen aufgrund ausgenutzter Dachressourcen und aus Denkmalschutzgründen nicht möglich ist, befasst sich die AG ab 2006 mit der technischen Optimierung und Erhaltung der Anlagen.
Darüber hinaus ist die AG in die Erziehung zum aktiven Umweltschutz involviert. Unter anderem wurde 2007 zum dritten Mal ein Umweltwettbewerb durchgeführt, bei dem es um die Vermeidung von Ressourcenverschwendung (Energieeinsparung, Mülltrennung) und um Mitverantwortung bei der Sauberkeit im Schulgebäude ging.

### Schülerfirma RaabeSoft
Seit den 1990er Jahren beschäftigten sich mehrere Schülergruppen an der WRS und teils auch außerhalb der Schule intensiv mit Informatik, dem Betriebssystem Linux und verschiedenen Softwareanwendungen. Die Schüler befassten sich dabei unter anderem mit Datenbanken, Multimedia- und Computeranimationen, Videoschnitt, 3D-Darstellungen sowie Erstellung von Internetseiten und des Webauftrittes der Schule. Dieses Know-how war das „Gründungskapital“ für die Gründung der Schülerfirma RaabeSoft, die im Jahr 2000 erfolgte. RaabeSoft wird seither ausschließlich von Schülern verwaltet und lediglich von einem Lehrer beratend begleitet.
Seitdem war RaabeSoft zweimal mit einem eigenen Stand auf der CeBIT, der weltweit größten Messe für Informationstechnik in Hannover vertreten, war 2004 Aussteller auf der Lüneburger Fachmesse IMEK (Internet-Medien-Elektronik-Kommunikation) und entwickelte verschiedene Produkte. Über die Schülerfirma wurde bereits mehrmals in regionalen und überregionalen Medien berichtet, unter anderem hatte RaabeSoft einen zwanzigminütigen Auftritt in NBC GIGA und gewann im Rahmen einer ARD-Sendung einen Preis von 8000 EUR. Mithilfe des Preisgeldes und anderer Einnahmen sowie mit Fördermitteln der Stiftung der Deutschen Wirtschaft wurden professionelle Programme angeschafft, wie Director, Cinema 4D oder Poser sowie spezielle PCs zum Videoschnitt.
Zu den bekanntesten Produkten von RaabeSoft gehören neben der Erstellung verschiedener Internetseiten eine Multimedia-CD über die Wilhelm-Raabe-Schule sowie die bundesweit vertriebene Multimedia-CD Orgelstadt Lüneburg zur Geschichte, Technik und Physik der Kirchenorgel, verbunden mit virtuellen Rundgängen durch Lüneburger Kirchen. Daneben bietet RaabeSoft auch Kurse für Schulen an.

### Auszeichnungen und Preise
Schüler der WRS beteiligen sich regelmäßig an Schülerwettbewerben auf Bezirks-, Landes- und Bundesebene und erzielten dabei wiederholt gute Ergebnisse, wie zum Beispiel beim Bundeswettbewerb Fremdsprachen oder beim Wettbewerb Das ist Chemie. Das Projekt einer schuleigenen Solaranlage, für deren Bau und Wartung sich Schüler in einer Arbeitsgemeinschaft engagiert haben, wurde bereits mehrfach ausgezeichnet. Außerdem erhielt die WRS bei Schulwettbewerben unter anderem folgende Auszeichnungen und Preise:
- 1998: 1. Platz beim Jugendwettbewerb „Halt’ die Welt im Gleichgewicht“, für das Projekt „Begegnung mit der Republik Südafrika“.
- 1998: Niedersächsischer Schülerfriedenspreis, ebenfalls für das Südafrika-Projekt.
- 1998: Bruno H. Schubert-Preis für ihr Bemühen, Energie im eigenen Schulgebäude zu sparen und durch ein verantwortungsvolles Nutzerverhalten einen wirksamen Beitrag zum Umwelt- und Klimaschutz zu leisten.
- 2007/2008: Nationale Auszeichnung „Offizielles UN-Dekadeprojekt Bildung für nachhaltige Entwicklung“, für die Partnerschaften mit Schulen in Südafrika.
- 2008: 1. Preis des bundesweit ausgeschriebenen „Sharety-Award“, für die Hilfsprojekte der WRS in Südafrika, Tansania und Belarus.
- 2008/2009: Nationale Auszeichnung „Offizielles UN-Dekadeprojekt Bildung für nachhaltige Entwicklung“, für das Südafrika-Projekt „Future School As A Sustainable Community“.
- 2014: Bruno H. Schubert-Preis für die gemeinsame Errichtung einer 5-kW-Solaranlage auf dem Dach der Bishop Moshi Secondary School in Marangu, Tansania im Rahmen einer Schulpartnerschaft.[35]

### Öffentlichkeitsarbeit
Die Schule hat einen eigenen Internetauftritt (www.raabe-schule.info) und verfügt seit Anfang 1993 über eine offizielle Schulzeitung für Schüler und Eltern, die zwei- bis viermal jährlich zu wechselnden Terminen erscheint. Die von der Schulleitung herausgegebenen Hefte beinhalten Hinweise zu Schulveranstaltungen sowie Berichte aus dem Schulalltag. Der bisherige Titel RAABE mitteilungen wurde 2009 in RAABE magazin geändert. Mitte 2009 wurde die Schulzeitung nach 60 erschienenen Ausgaben aus personellen Gründen vorläufig eingestellt. Die Hefte ab 2003 stehen auf der Schul-Website auch als PDF-Dateien zum Download zur Verfügung.
Die AG Energie und Umwelt betreibt eine eigene Website (www.sonnenraabe.de), auf der sie über ihre Arbeitsgemeinschaft und ihre Aktivitäten informiert. Die Schülerfirma RaabeSoft ist ebenfalls im Internet mit einer eigenen Präsenz vertreten (www.raabesoft.net) und gibt zusätzlich einen Newsletter heraus.

### Partnerschulen
Die Wilhelm-Raabe-Schule unterhält verschiedene Schulpartnerschaften mit anderen Schulen im Ausland, wie seit 1978 mit einer Partnerschule in Frankreich. Zunächst war dies ein Collège in Lüneburgs Partnerstadt Clamart, und ab 1983 das Collège St. Justin in Levallois-Perret, das ebenfalls im Großraum von Paris gelegen ist. Jedes Jahr findet ein Schüleraustausch statt: Schülerinnen der 9. Klassen fahren nach Levallois-Perret, und deren Partnerinnen, Schülerinnen des „troisièmes“, kommen nach Lüneburg. Partnerschule in England ist The Beauchamp College in Leicester; ein Austausch mit Schülerinnen und Schülern dieser staatlichen Comprehensive School fand erstmals 1999 statt. Zuvor bestand eine langjährige Partnerschaft mit einer Schule in Winterton bei Scunthorpe.
Seit Anfang der 1980er Jahre gibt es einen regelmäßigen Austausch mit der Partnerschule Södra Latin in der schwedischen Hauptstadt Stockholm, an dem Schüler der 11. Klasse teilnehmen. Die Verständigung erfolgt auf Deutsch, das die schwedischen Schüler als zweite Fremdsprache gewählt haben, sowie auch auf Englisch. Daneben bestand auch ein Austausch mit dem Stockholmer Brännkyrka-Gymnasium, der jedoch in den 2000er Jahren zum Erliegen kam, nachdem durch veränderte Abiturbedingungen in Schweden das Interesse an der deutschen Sprache gesunken war.
Weitere Austausche finden statt mit verschiedenen Partnerschulen in den Provinzen Eastern Cape, Gauteng und North West in der Republik Südafrika, der Bishop Moshi Secondary School in Marangu im District East-Kilimanjaro in Tansania, der Schule No. 49 in Gomel in Belarus, dem Colegio Cruzeiro in Rio de Janeiro in Brasilien und der Partnerschule in Naruto in Japan.

## Fördervereine und Ehemaligen-Vereinigung

### Förderverein, Wilhelm-Raabe-Preis, Jahrgangspreis
Der seit 1983 bestehende Förderverein der Schule, der eingetragene und gemeinnützige Verein der Freunde und Förderer der Wilhelm-Raabe-Schule e. V., unterstützt die WRS und ihre Schüler finanziell und materiell. Mitglieder sind Eltern, Lehrer und Schulleitung sowie sonst interessierte Personen. Seit 1997 verleiht der Förderverein jährlich den zurzeit mit 250 EUR dotierten Wilhelm-Raabe-Preis an eine Abiturientin oder einen Abiturienten für „während der Schulzeit bewiesenes herausragendes Engagement in sozialen, schulischen und außerschulischen Belangen“. 2009 wurde erstmals der Jahrgangspreis verliehen, mit dem „Schüler motiviert werden [sollen], die nicht im Vordergrund stehen“.

### Raabe-Stipendium
Kurz nach der im April 1986 erfolgten Reaktorkatastrophe von Tschernobyl kam ein Kontakt zu der Schule No. 49 in der belarussischen Großstadt Gomel zustande, die in einer radioaktiv stark belasteten Region liegt. 1995 wurde die gesamte Abschlussklasse dieser Schule zu einem vierwöchigen Aufenthalt in Lüneburg eingeladen, wobei die WRS sich für die Finanzierung engagierte und einen Teil der Kosten übernahm. Daraus entstand der Förderverein Freunde des Wilhelm-Raabe-Stipendiums, dem ausschließlich Lehrkräfte der Wilhelm-Raabe-Schule angehören. Dieser Verein lädt alljährlich zwei bis vier Stipendiaten aus der Schule No. 49 zu einem vierwöchigen Aufenthalt an der WRS ein. Die belarussischen Schüler werden dabei in Gastfamilien untergebracht. Mehrere der deutschen Gastgeber haben seitdem private Reisen nach Gomel unternommen, um die entstandenen Kontakte weiter zu pflegen. 2002 war wieder eine größere Gruppe aus Gomel in Lüneburg.

### Bund der Ehemaligen
Der Bund der Ehemaligen der Wilhelm-Raabe-Schule zu Lüneburg besteht seit 1926 und hat zirka 850 Mitglieder (Stand 2009). Der Bund der Ehemaligen ist eine Vereinigung aller ehemaligen Schüler sowie der aktiven Lehrer. Seine Ziele sind:
- Kontaktpflege zwischen ehemaligen Schülern verschiedener Jahrgänge, zu ehemaligen Lehrkräften und zur Schule. Dies erfolgt insbesondere durch regelmäßige Veranstaltungen wie Jahresversammlungen, Grünkohl- und Spargelessen, Sommertreffen, Tages- und Sommerfahrten, Adventsfeiern und Weihnachtstreffen sowie durch Herausgabe eines Mitteilungsheftes und einen eigenen Internetauftritt (www.bund-der-ehemaligen-wrs.de).
- Finanzielle Unterstützung von Schülern und der Schule, wie zum Beispiel bei Schüleraustauschfahrten, Seminaren der Schülervertretung, einzelnen Unterrichtsfächern und bei verschiedenen Projekten. Von 1986 bis 2010 stellte der Bund der Ehemaligen über 110.000 EUR an Fördergeldern zur Verfügung.
- Traditionspflege, wie zum Beispiel durch Ausrichtung von Schuljubiläen (1950, 1975, 1986, 1991, 1996, 2001, 2006 und zuletzt 2008), Herausgabe von Festschriften und Beiträge zum Erhalt des traditionsreichen Gebäudes.

Vorsitzende des Bundes der Ehemaligen ist seit 1983 Luise Reinhardt-Drischler, die von 1948 bis 1957 Schülerin und von 1972 bis 1983 Studiendirektorin an der Wilhelm-Raabe-Schule war.

## Bekannte Lehrer und Schüler

### Lehrer
- Arthur Zechlin (1849–1939), Schuldirektor und Lehrer von 1895 bis 1921.
- Robert Brendel (1889–1947), Schriftsteller, Lehrer von 1919 bis 1934.
- Lambert Huys (1908–1992), Lehrer von 1938 bis 1957, außerdem Politiker und Bundestagsabgeordneter (CDU).
- Klaus Thraede (1930–2013), Studienassessor von 1958 bis 1960 (zeitweise), später Altphilologe.
- Philipp Meyn (* 1982), Lehrer an der WRS seit 2014 (Politik, Wirtschaft, Sport), Politiker, Landtagsabgeordneter im niedersächsischen Parlament.

### Schüler
- Anke Abraham (1960–2017), Schülerin von 1971 bis 1978, Deutsche Meisterin Rhythmische Sportgymnastik 1980, Professorin an der Universität Marburg
- Joachim von Amsberg (* 1964), Schüler von 1977 bis 1983, Weltbank und AIIB Manager, Entwicklungsökonom
- Thelma Elisabeth von Freymann (* 1932), deutschsprachige Pädagogin, Autorin, Lektorin und Dozentin
- Renate Heuer (1928–2014), Schülerin von 1938 bis 1947, Germanistin
- Sandra Maahn (* 1968), Schülerin, wechselte dann auf eine Schule in Hamburg, Nachrichtensprecherin und Fernsehmoderatorin
- Bahne Rabe (1963–2001), Schüler von 1974 bis 1984, später Olympiasieger und Weltmeister im Rudern
- Timm-Marvin Schattling (* 1990), Schüler von 2003 bis 2010, Schauspieler